# سیارک ۳۵۰۱
سیارک ۳۵۰۱ (به انگلیسی: 3501 Olegiya، نامگذاری:1971QU) سه هزار و پانصد و یکمین سیارک کشف شده‌است که در ۱۸ اوت ۱۹۷۱ کشف شد.
قدر مطلق سیارک برابر ۱۱٫۶۰ است.